# ゴゾ島

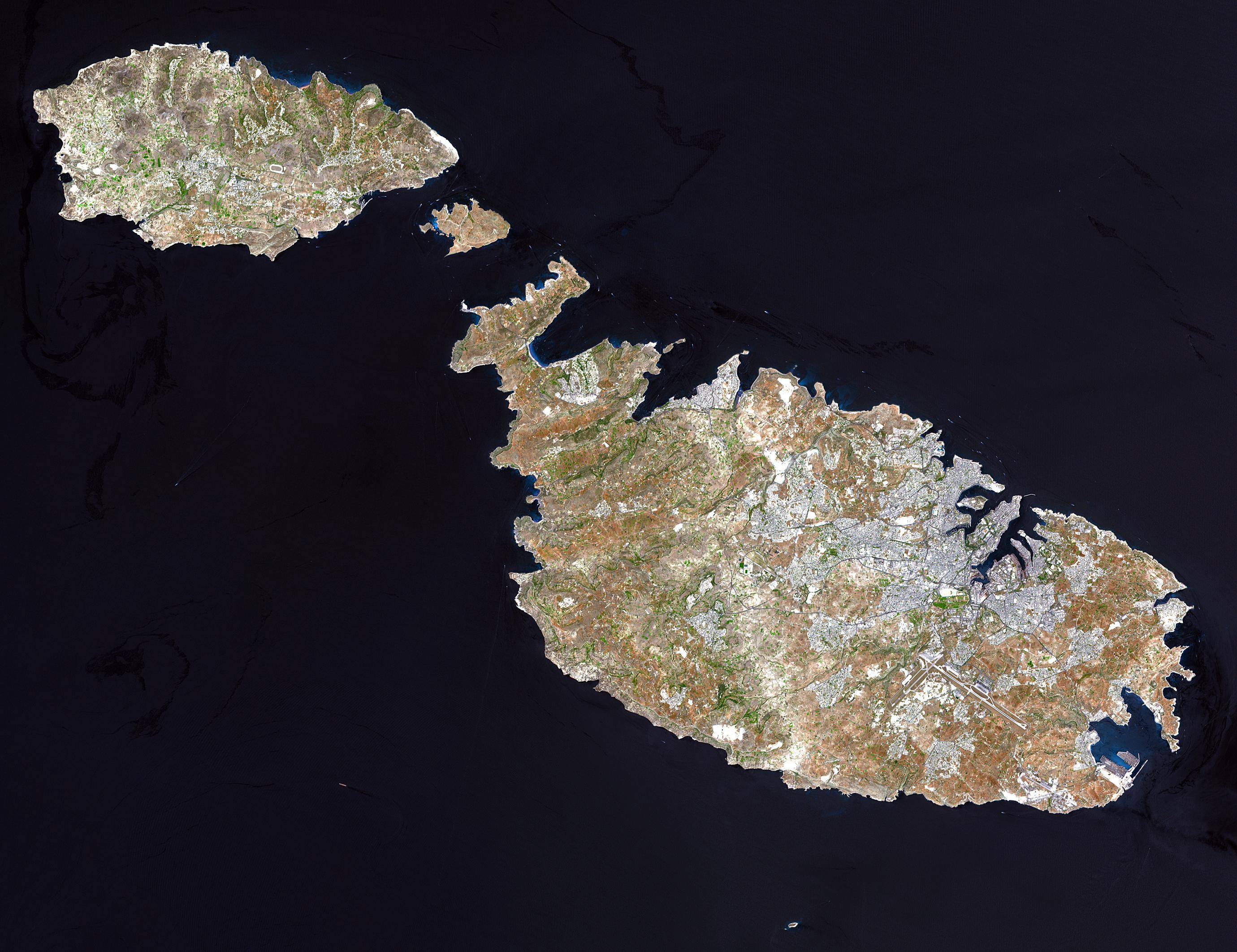
マルタの衛星写真。ゴゾ島は左上。中間の小島はコミノ島。

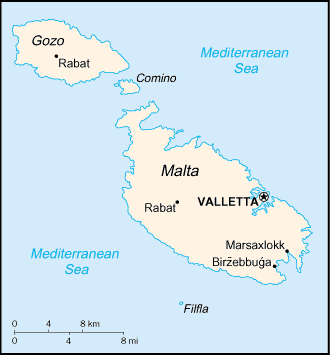
マルタの地図。

ゴゾ島（マルタ語：Għawdex、英語: Gozo）は、マルタ島と共にマルタ共和国を構成する主要な島のうちの1つである。マルタ島の北西6kmにある。

## 地理
面積は約67平方キロメートル、長さ14km、幅7kmの東西に細長い島である。起伏に富んだ地形となっている。中心都市はラバト（ヴィクトリア）で人口は約6,400人。

## 交通
マルタ島との交通はフェリーによるものである。地元住民は割引料金でフェリーを利用することができる。マルタ国際空港とイムジャール港の間に、水陸両用機による定期航空便も就航している。中部シェアキアの外れにヘリポートもあり、ヘリコプター便がかつては運航されていたが、今は一時中止となっている。

## 歴史
ゴゾ島では、少なくとも紀元前5世紀から人の居住が確認されており、ジュガンティーヤのような巨石建造物が認められる。ストーンサークルも残されている。1551年のオスマン帝国の来襲に際しては、島の住民5,000から6,000人がリビアに連れ去られている。島中を見渡せるようなヴィクトリアには古代から要塞が築かれ神殿もあった。17世紀にはヨハネ騎士団が要塞を強化した。